# Дооб
Дооб — мыс на Чёрном море на юго-востоке Цемесской бухты.
Является продолжением Навагирского хребта, который ушёл под воду в результате сильного сжатия земной коры у входа в Цемесскую бухту. Ближайший населённый пункт — село Кабардинка.
31 августа 1986 года у мыса Дооб затонуло пассажирское судно «Адмирал Нахимов». В 1987 году в годовщину трагедии на мысе в селе Кабардинка был установлен памятник погибшим в этой аварии.

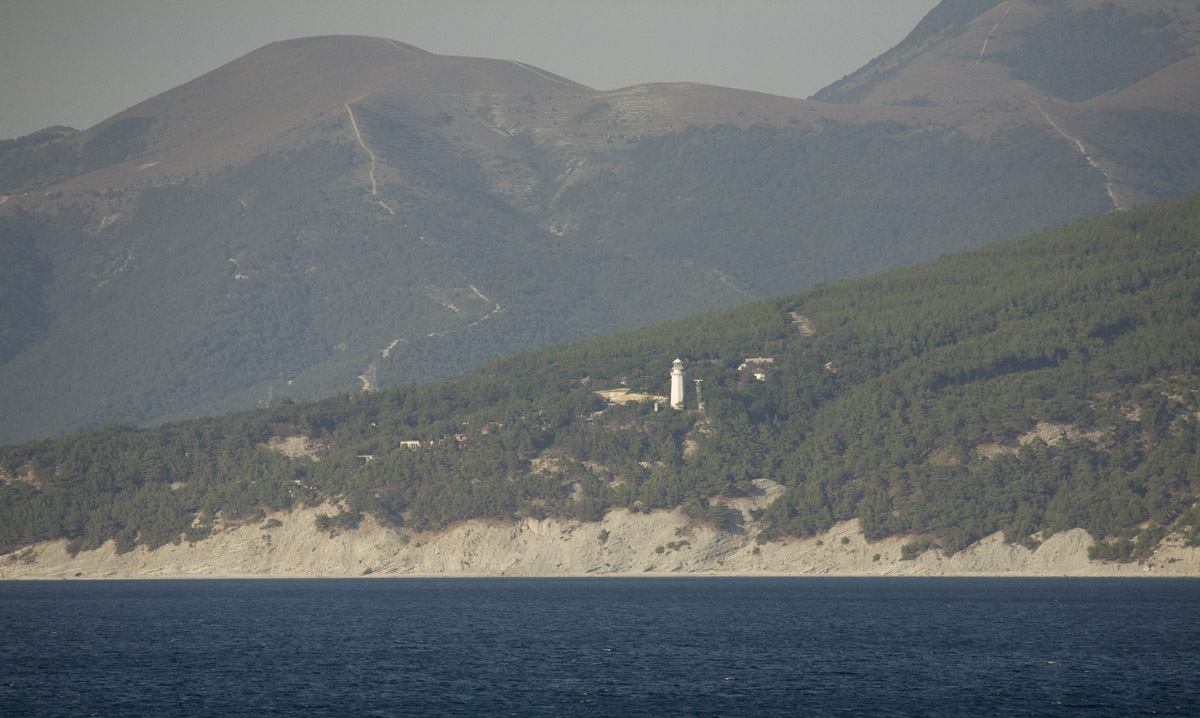
Вид из моря на мыс Дооб
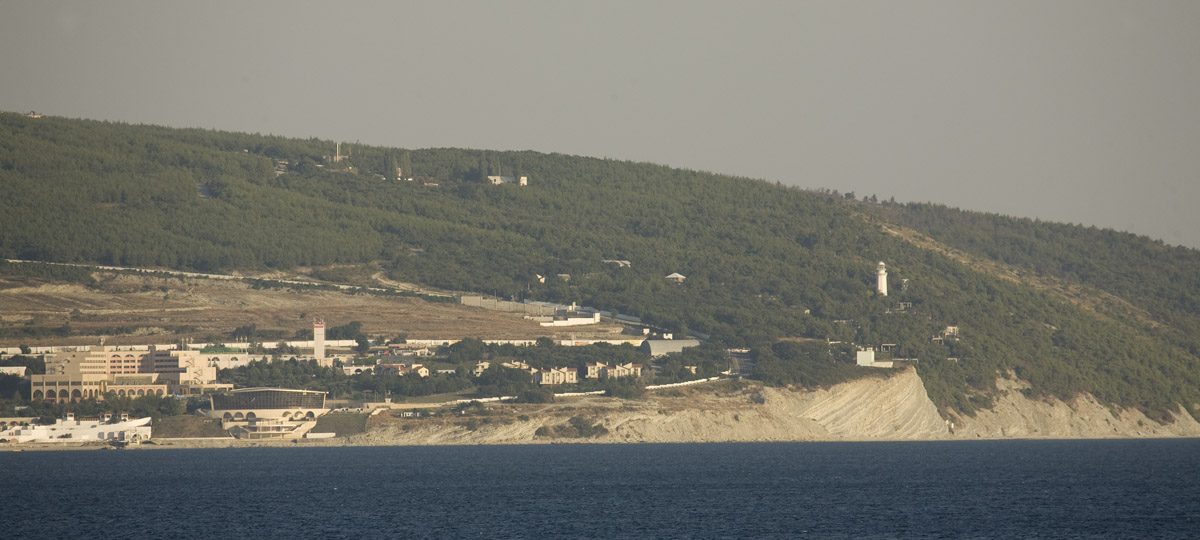
Вид из Цемесской бухты
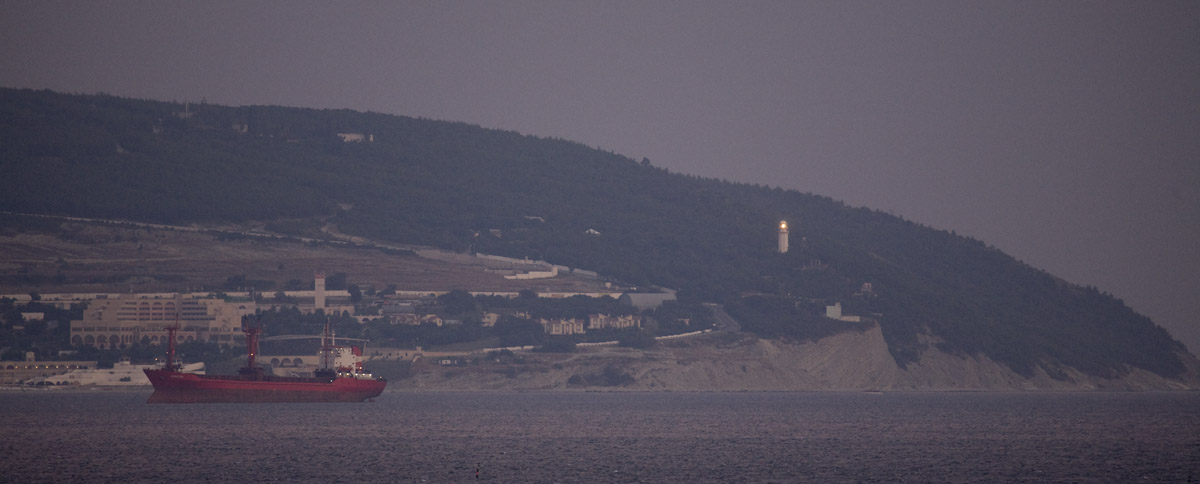
Вид из Цемесской бухты вечером